# Gottlieb Hennefarth
Gottlieb Hennefarth (* 16. April 1897 in Zwerenberg, heute Neuweiler; † 27. August 1976 in Altensteig) war ein deutscher Politiker der KPD. Von 1947 bis 1948 gehörte er dem Landtag für Württemberg-Hohenzollern an.

## Biografie
Nach dem Besuch der Volksschule machte Hennefarth die Lehre zum Silberschmied. Während des Ersten Weltkriegs leistete er Kriegsdienst. 1930 nahm er bei der Firma Lutz & Weiss in Pforzheim eine Tätigkeit als Silberschmied auf. Ab 1937 war er bei der Daimler-Benz AG in Untertürkheim als Maschinenarbeiter tätig. Aufgrund einer Kriegsbeschädigung wurde er 1939 vom Kriegsdienst zurückgestellt und war nunmehr als Lagerist in seinem Wohnort Altensteig tätig.
Hennefarth war seit 1935 mit Helena, geborene Haas, verheiratet. Das Paar hatte sieben Kinder.

## Politik
Schon vor dem Zweiten Weltkrieg war Hennefarth in der KPD engagiert, dort war er Vorsitzender der Ortsgruppe Altensteig. Aufgrund seiner politischen Tätigkeit wurde er 1933 verhaftet und im Konzentrationslager Heuberg in sogenannte Schutzhaft genommen. Nach dem Krieg wurde er im 1945 zum Beigeordneten, wenig später zum Bürgermeister von Altensteig ernannt. In diesem Amt wurde er im September 1946 durch Wahl bestätigt.
Bei der Landtagswahl 1947 gewann Hennefarth im Wahlkreis Calw ein Mandat im Landtag. Dieses legte er jedoch zum 1. Juni 1948 nieder, sein Nachfolger wurde Ernst Laich.